# Stary cmentarz żydowski w Chmielniku
Stary cmentarz żydowski w Chmielniku – kirkut znajduje się przy ul. Wspólnej. Powstał w XVI wieku. Został zniszczony podczas II wojny światowej. Zachowały się fragmenty ogrodzenia i bramy cmentarne. Nie zachowały się nagrobki.